# 马尔科·阿梅利亚
马尔科·阿梅利亚（Marco Amelia，1982年4月2日—），前意大利足球運動員，司职守門員。曾效力AC米兰和車路士，乃2006年德國世界盃冠軍隊成員。目前是盧帕羅馬的主教练。

## 生平
生於意大利首都羅馬的阿梅利亚少年時已經加入羅馬足球會的青訓系統，2001年轉會至利禾奴，及後被外借至萊切和帕爾馬。2004年重返球會後獲得重用，同年更入選意大利21歲以下國家隊，參加歐洲21歲以下青年足球錦標賽，最後意大利在決賽以三比零塞爾維亞及黑山第五度奪標，繼後他再度代表意大利出戰雅典奧運會，可是準決賽以零比三不敵大熱冠軍阿根廷，最終只能在季軍戰擊敗伊拉克取得一面奧運銅牌。
2005年11月，艾米利亞首度入選大國腳上陣。2006年更獲國家隊教練納比徵召成為2006年德國世界盃大軍中的三號門將。當意大利於決賽擊敗法國第四度奪冠時，他亦順理成章成為冠軍隊成員，但未上陣過一場。
世界杯後艾米利亞本來多次受意甲班霸的斟介，如2006-07年球季曾獲AC米蘭招攬，惟因轉會條件談不攏而談判破裂。而他的表現也常有失準，如2007-08年球季球會贏出6場賽事，輸了20場比賽，全季艾米利亞的失球數字更高達60球，因而累及利禾奴降班。
2008年6月艾米利亞轉會巴勒莫。2009年8月阿梅利亚又去往了意大利西北部球会热那亚。
2010年6月23日AC米兰宣布将馬高·史度拉利出售给尤文图斯，而米兰则从热那亚租借来这位前意大利国家队二号门将。2011年5月24日，AC米兰从热那亚以250万欧元买断了阿梅利亚全部所有权。
2015年10月8日，自由加盟切尔西，签订了半年合同，在库尔图瓦受伤后成为贝戈维奇的替补。
2017年2月27日，和意乙球队维琴察签订半年合同，身披32号球衣。
2018年7月20日，担任意丁球队盧帕羅馬的主教练。

## 榮譽
- 意大利甲組足球聯賽冠军：2000-2001，2010-2011
- 意丙1联赛冠军：2001-2002
- 意大利超级杯：2011
- U21欧锦赛：2014
- 雅典奧運銅牌：2004
- 世界杯冠軍：2006

## 外部連結
- 個人檔案及數據（利禾奴官方網站）
- （意大利文） 有關國家隊的數據 （页面存档备份，存于）